# إيبرو أيطن
إيبرو أيطن (بالتركية: Ebru Aydın)‏ هي لاعبة كرة قدم تركية، ولدت في 29 يناير 1992 في إزمير في تركيا. شاركت مع منتخب تركيا تحت 17 سنة للسيدات لكرة القدم ‏. أما مع النوادي، فقد لعبت مع Kdz. Ereğli Belediye Spor ‏.